# أحمد العرفج
أحمد عبد الرحمن العرفج كاتب سعودي ساخر يلقب بعامل المعرفة، من مواليد 25 مايو 1967 في مدينة بريدة. حصل على الدكتوراه في تخصص الإعلام، وصدر أمر ملكي في 26 فبراير 2018 بتعيينه عضوًا في مجلس أمناء مركز الملك عبدالعزيز للحوار الوطني (سابقا). وهو عضو مجلس أمناء جائزة الشارقة للاتصال الحكومي.

## التعليم الأكاديمي
حصل على شهادة المرحلة الابتدائية من المدينة المنورة، والمتوسطة من المعهد العلمي في جدة والرس، والثانوية في عنيزة والدمام من المعهد العلمي.
وحصل على شهادة البكالوريوس في اللغة العربية من الجامعة الإسلامية عام 1410هـ. وحصل على درجة الدكتوراه في الاعلام من جامعة برمنجهام في بريطانيا والتي شملت دراسة المقالات التي كتبت حول التفجيرات في الولايات المتحدة الأمريكية من حيث مواقف الكتاب واتجاهاتهم ومصادر معلوماتهم وجنسياتهم وأجناسهم وأهدافهم من كتابة هذا المقال أو ذاك .

## الخبرة الصحفية
- عمل في مجلة اليمامة لمدة 3 سنوات كصحفي متعاون من عام 1414هـ حتى 1417هـ.
- كتابة زاوية شهرية بعنوان “الكلام الصائم” لمدة 13 عاماً في “المجلة العربية” من 1415هـ حتى 1428هـ.
- عمود أسبوعي بعنوان “الحبر الأصفر” في ملحق “الأربعاء الأسبوعي” في جريدة المدينة من 1419هـ حتى تاريخه.[5]
- كتابة عمود يومي في جريدة الاقتصادية لمدة سنتين من عام 1423 حتى عام 1425هـ تحت عنوان “طعامٌ من ضريع”.
- كتابة عمود (5) مرات في الأسبوع في جريدة المدينة من عام 1425هـ حتى تاريخه.
- كتابة زاوية شهرية لمدة عام في مجلة فواصل تحت عنوان (دلو ماء ودلو طين)
- كتابة زاوية أسبوعية في جريدة الندوة لمدة عام ونصف من عام 1417هـ.تحت عنوان(إضاءات).
- كتابة زاوية أسبوعية في سيدتي (مجلة) من بداية 2011م. وما زال.
- كتابة زاوية أسبوعية في جريدة النادي منذ تأسيسها.
- بدأ في الكتابة في صحيفة عكاظ من يونيو 2022.[6]

## العمل الإعلامي
- قدم برنامج (الميدان) على قناة الرسالة من عام 2014 ولعدة سنوات.[7]
- قدم برنامج (صحوة) على قناة روتانا خليجية في شهر رمضان عام 2016م مع عدنان إبراهيم.[8]
- يشارك في تقديم برنامج (يا هلا بالعرفج) الأسبوعي على قناة روتانا خليجية.[9]

## الإصدارات
- ديوان شعر: (الخَطَايا أسْئِلَة).
- كُتيِّب صغير بعنوان: (اصْطِخَاب المُفردات).
- كتاب (هذه صناديقي –مقاولات عامل معرفة).
- كتاب (الغثاء الاحوى في لم طرائف وغرائب الفتوى).[10]
- كتاب ( المختصر من سيرة المندي المنتظر).
- كتاب (من نواصي أبي سفيان العاصي).
- كتاب (يوميات مع الأزواج والزوجات).
- كتاب ( يوميات مع المشي والخطوات).
- كتاب (أصحاب السعادة).
- (الُمهمَل من ذكريات طالب تنبل) صدر عام 2015.[11]
- كتاب بعنوان (الكتابة العلاجيّة)[12]
- (المهارات الوظيفية في زمن الخصخصة) صدر عام 2019م.[13]
- (مقابلة مع سفينة نوح: سيرة ذاتية لـ رؤية 2030 السعودية) صدر عام 2020.[14]
- (كيف نستثمر قوة العقل الباطن) صدر عام 2021.[15]
- (خطوات في هدم وبناء العادات) صدر عام 2021.
- (ماذا قالو عن الزواج ؟) صدر عام 2022.
- (سعوديون عاشوا في مصر) صدر عام 2024.[16]

## الجوائز
حصل على جائزة المنتدى السعودي للإعلام فئة «الإنتاج العلمي - الكتب والبحوث» 2023 عن كتابه (الكتابة العلاجية).

## وصلات خارجية
- الموقع الرسمي
- الصفحة الرسمية على فيس⁬بوك  على فيسبوك.
- الصفحة الرسمية على تويتر
- مدونة الكاتب أحمد العرفج
- أحمد العرفج أو عرفج بن قوقل على جوجل+